# Certhia nipalensis
El agateador nepalés (Certhia nipalensis) es una especie de ave paseriforme de la familia Certhiidae que vive en Asia.

## Distribución y hábitat
Se encuentra en Bután, China, India, Birmania y Nepal.
Sus hábitats naturales son los bosques boreales y los bosques templados.

## Descripción
El agateador nepalés tiene un aspecto muy similar al agateador euroasiático aunque sus costados muestran una coloración canela en lugar de ser blanquecinos como los del agateador euroasiático.